# Křížová cesta (Velké Losiny)
Zaniklá Křížová cesta ve Velkých Losinách na Šumpersku vedla na vrch Strážník (470 m n. m.) jihozápadně od zámku.

## Historie
Po odchodu Švédů z Moravy roku 1650 byl údajně na vrchu Strážník postaven dřevěný kříž, ke kterému později byla postavena křížová cesta. Po roce 1802 byl kříž posunut jižněji směrem na Rapotín. Kolem roku 1821 se téměř celý kopec stal součástí zámeckého parku ve Velkých Losinách a posléze byl zalesněn.